# محمدتقی اوصانلو

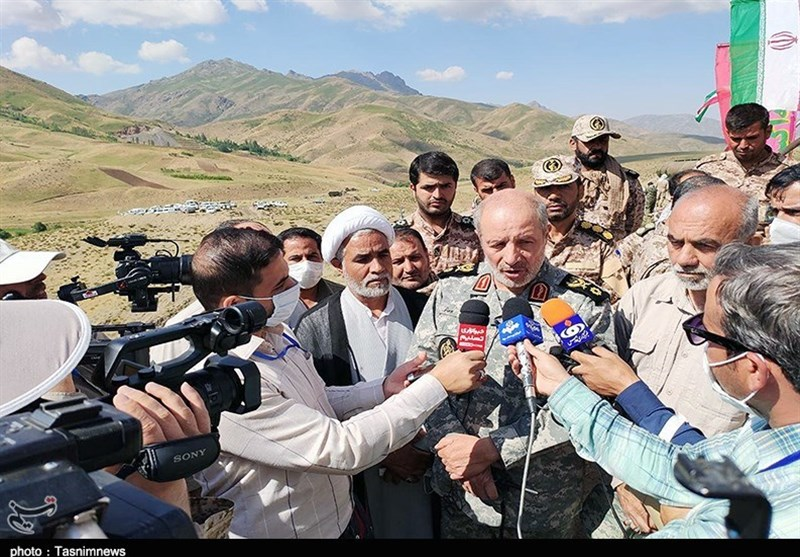

محمدتقی اوصانلو (زادهٔ ۹ آذر ۱۳۴۱ زنجان) نظامی ایرانی و یکی از فرماندهان سپاه پاسداران است، که از سال ۱۴۰۳ تا ۱۴۰۴ به‌عنوان‌ معاون هماهنگ‌کننده نیروی زمینی سپاه پاسداران و پیش‌تر از سال ۱۴۰۲ تا ۱۴۰۳ به‌عنوان معاون هماهنگ‌کننده قرارگاه امام حسين فعالیت می‌کرد. او در فاصله سالهای ۱۳۹۰ تا ۱۴۰۲ فرماندهی قرارگاه حمزه سیدالشهدا را برعهده داشت. وی از ۱۳۸۷ تا ۱۴۰۰ با حفظ سمت، فرمانده قرارگاه عاشورا نیز بود. اوصانلو در خلال جنگ ایران و عراق در عملیات‌های خیبر و بدر جانشین فرمانده گردان بود. او در عملیات والفجر ۸ و کربلای ۵ فرمانده گردان غواصی لشکر ۳۱ عاشورا بود، سپس در عملیات والفجر ۱۰ جانشین تیپ ۳۶ انصارالمهدی شد. وی در سال ۱۴۰۰ نشان فتح دریافت کرد.

## تحریم‌ها
- اتحادیه اروپا در روز ۲۱ آذر ۱۴۰۱ محمدتقی اوصانلو به همراه ۱۹ شخص حقیقی دیگر و سازمان صداوسیمای جمهوری اسلامی را به‌دلیل نقض فاحش حقوق بشر در فهرست تحریم‌های اتحادیه اروپا قرار داد. این تحریم همزمان با اعدام دو جوان بازداشت شده در خیزش سراسری ۱۴۰۱ ایران با حکم دادگاه‌های جمهوری اسلامی بود.[۸]
- ۲۲ نوامبر ۲۰۲۲ وزارت خزانه‌داری آمریکا محمدتقی اوصانلو را به همراه تعداد دیگری از فرماندهان سپاه پاسداران به دلیل سرکوب خشونت‌آمیز تظاهرات مسالمت‌آمیز ضد دولتی در استان کردستان ایران و مناطق اطراف آن تحریم کرد.[۹]
- در ۲۰ فوریه ۲۰۲۳ وزارت امور خارجه بریتانیا، محمدتقی اوصانلو را به همراه ۳ قاضی، دو عضو سپاه پاسداران و دو فرماندار در فهرست تحریم‌ها قرار داد، این تحریم‌ها شامل مسدود شدن دارایی‌ها و ممنوعیت سفر به بریتانیا می‌باشد.[۱۰]